# Mix FM Brasília
Mix FM Brasília é uma emissora de rádio brasileira, concessionada em Valparaíso de Goiás, no estado de Goiás, porém sediada em Brasília, no Distrito Federal. Opera no dial FM na frequência 88,3 MHz, pertence as Organizações Paulo Octávio e é afiliada à Mix FM.

## História
Anteriormente era afiliada da Band FM do Grupo Bandeirantes, até 6 de janeiro de 2006, quando afiliou-se à Mix FM. Em reportagem da Folha de S.Paulo publicada em janeiro de 2010, a Principal FM Ltda. (junto com as demais rádios das Organizações Paulo Octávio) foi acusada de operar sem registro. Apesar de pertencer ao grupo de comunicação do político, ela estava em nome de terceiros. Em 2012, aparecia entre as 10 rádios FM de maior audiência de Brasília.
Desde maio de 2018, operou também no dial AM 1160 kHz, substituindo a Rádio Globo Brasília, que passou operar no dial FM 101,7 MHz, pertencente ao Grupo Jaime Câmara. Mesmo com a retransmissão, a emissora deixa de retransmitir no AM, tendo seu transmissor desligado por corte de gastos.